# Базіково
Базі́ково (рос. Базиково, башк. Баҙыҡ) — присілок у складі Гафурійського району Башкортостану, Росія. Входить до складу Буруновської сільської ради.
Населення — 206 осіб (2010; 238 в 2002).
Національний склад:
- татари — 75%